# كفر الدوار (الغربية)
كفر الدوار إحدى قرى مركز بسيون التابع لمحافظة الغربية بجمهورية مصر العربية، ومن أعلامها الإعلامي أحمد المسلماني الصحفى وصاحب برنامج «الطبعة الأولى».

## التاريخ
كانت القرية تابعة لناحية جناج حتى فصلت عنها سنة 1275 هجري. أصلها من توابع مركز كفر الزيات ثم نقلت إلى مركز قلين، ثم ضمت في 6 أبريل 1955 إلى مركز بسيون.

## السكان
بلغ عدد سكان كفر الدوار 3024 نسمة حسب تقدير عام 2018.
| السنة  | 1882 | 1897 | 1907 | 1927 | 1947 | 1960 | 1976 | 1986 | 1996 | 2006  | 2018 |
| ------ | ---- | ---- | ---- | ---- | ---- | ---- | ---- | ---- | ---- | ----- | ---- |
| القرية | 539  | 789  | 848  | 6224 | 6418 | 1384 | 2021 | 2315 | 2746 | 3,183 | 3024 |